# Вълнари
Вижте пояснителната страница за други значения на Софулар.
Вълнари е село в Североизточна България, в община Никола Козлево, област Шумен.

## География
Село Вълнари се намира в североизточна България и по-точно – в югоизточната част на Лудогорието. На изток граничи с гора, зад която е село Цани Гинчево, на юг – със село Никола Козлево, зад което има гора пълна с дивеч, на запад граничи с гора и село Дойранци, а на север граничи само с вековна гора. Селото е бедно на естествени водоизточници, но във всеки дом има чешми, които задоволяват потребностите на населението. Областните градове Шумен, Добрич и Разград са на почти еднакво разстояние от селото.
Село Вълнари има землище с площ от 25.358 km2. Жителите му през 2007 г. са 1622 души. Населението се
занимава основно със земеделие.
Релефът на земната повърхност е равнинен. Почвата е чернозем.
Климатът е умереноконтинентален. Надморското равнище е между 200 и 280 метра.
До 18 – 19 век районът на Делиорман (тур. deli – „луд“ и orman – „гора“) – име до 1955 г. на Лудогорието, е покрит с гъсти гори
от летен дъб, зимен благун, цер, които ограждали от три страни селото. Били пълни с дивеч. Стопаните използвали буйната растителност в гората за паша на крави и овце. И до днес горите са запазени и се използват както за ловуване, така и за паша на домашни животни под сенчестата прохлада на дърветата.

## История
Местността, където се намира село Вълнари е била обитавана от траки, римляни, славяни и прабългари.
Северозападно от Вълнари, на около 200 – 300 метра от селото, вляво и дясно от пътя за село Дойранци, има две тракийски могили, които днес не съществуват. По време на първата и втората българска държава населението в цялата област е само българско. След завладяването на България от османците през 1393 г. Лудогорието става изключително важно, защото е граница на империята. Една част от българското население е прогонено, а друга част асимилирано.
Сведенията за село Вълнари датират от времето след Освобождението на България през 1878 г. До
1934 година името на селото е Софулар.
Селото се намирало в северна посока от сегашното, където има останки от стари къщи. Легенда разказва, че местното население открива гроб на светец и това е причина за преместването на селото. Стари хора смятат, че по вероятна причина е безводието, което принуждава хората да преместят жилищата си на юг около няколко кладенеца и естествени водоизточници – гьолове.
Жителите на второто селище са само от турски произход. Първите български семейства се заселват след 1832 година от Върбица (Преславско), Варненско и Провадийско. По-късно има голяма група преселници от село Главан. В този период селото наброява около 300 къщи, от които 19 са български. Оттогава до днес между турци и българи винаги е имало сърдечни отношения. Всички празници се празнуват заедно.
Местното население се занимава предимно със земеделие и животновъдство. Хората, които изкупували вълна, наричани от населението „вълнари“, идвали отрано в района и пазарели „на зелено“ качествената вълна от местните стопани.
През 1916 г. се строи теснолинейка от гара Каспичан до село Хърсово. По-късно релсите се удължават до село Тодор Икономово. Гара Вълнари е на около 1 km от селото и била голямо удобство за местните жители. Линията е закрита през 1964 г.
През 1879 година се открива турско религиозно училище. Обучението се водело в две стаи, долепени до джамията, в което се наизустявал корана. След 1919 г. в частното турско училище обучението се води по нов метод, като преобладават светските науки.
През 1923 година в село Вълнари се открива първоначално училище за деца от български произход. В това училище е нощувал цар Борис ІІІ, който преоблечен като търговски пътник обикалял България, за да види как живеят поданиците му. Сменяли се много учители, но само Драгой Тодоров Бойков от Нови пазар работи последователно 27 години. Той е инициатор на всичко прогресивно в селото. През 1927 – 28 г. за издръжка на училището е дадена 500 дка фондова земя за вечно ползване. Селото се посещава два пъти месечно от медицински фелдшер.
През 1929 г. се слага началото на читалищната дейност. Там се организират колективни четения на вестници, слуша се единственото радио, коментират се политическите събития.
През 1935 г. се построява ново училище за деца от български произход, което има безплатна баня и трапезария за учениците. Посещава се от варненско-преславски свещеник и хора от цялата околия, като пример за новаторска идея за обучение и грижа за учениците. По-прогресивните турци записвали децата си в българското училище. Същата година селото се преименува от Софулар на Вълнари. Няма точни сведения новото име на селото да е свързано с производителите или купувачите на вълна.
През 1936 г. в селото се построява и сграда за кметско наместничество.
Много хора от Вълнари са участвали във Втората световна война през 1944 – 45 г, които воюват срещу Германия. Поради военните действия и болестите, хората обедняват и преживяват трудни години.
През същата година вероучението е премахнато от учебните програми, въвежда се и новият правопис без „ъ“ в края на думите. Започва кампания за премахване на неграмотността. В читалището и училището се организират курсове, изнасят се беседи, четат се реферати. Възпитанието е атеистично. В читалището има театрална група, художествена самодейност, фолклорен състав.
През 1945 г. в село Вълнари има общо 407 домакинства, от които около 100 са българските домакинства и 307 са турските домакинства. Селският мегдан с изградена каменна трибуна за речи или музиканти се намира източно от българските гробища.
През същата година в селото се основава потребителска кооперация „Сила“. Целта на кооперацията е да отпуска заеми до 20 000 лева на членовете си.
На 12.12.1948 г. е основано ТКЗС с 38 члена. Последните членове на ТКЗС са приети през 1956 – 58 година. Около 1960 година селото е електрифицирано.
През 1959/60 година завършва строителството на ново двуетажно училище и голям физкултурен салон. Турското и българското начално училище се обединяват и така се създава основно училище „Христо Ботев“ в село Вълнари. Обучението се води на български език. Разкрити са кабинети по физика, химия и други предмети, оборудват се работилници, набавят се помагала, назначават се редовни учители.
През 1966 г. е открита новата постройка на читалището, в което има богата дейност. Първият етаж има конферентна зала и голям салон за тържества и събрания. На втория етаж е библиотеката с около 5000 тома книжен фонд.
В селото има основно училище „Христо Ботев“, детска градина „Ален мак“ и здравен кабинет.

## Редовни събития
В селото се празнуват както християнските, така и мюсюлманските празници. В селото има футболен отбор и отбор по борба с треньор съдия републиканска категория Юксел Джелилов. Всеки петък се организира пазар.

## Население
Численост на населението според преброяванията през годините:
| \| Година на преброяване \| Численост \| \| --------------------- \| --------- \| \| 1934 \| 2076 \| \| 1946 \| 2073 \| \| 1956 \| 2021 \| \| 1965 \| 2129 \| \| 1975 \| 2101 \| \| 1985 \| 2154 \| \| 1992 \| 1788 \| \| 2001 \| 1648 \| \| 2011 \| 1549 \| \| 2021 \| 1308 \| |           |
| Година на преброяване | Численост |
| 1934 | 2076      |
| 1946 | 2073      |
| 1956 | 2021      |
| 1965 | 2129      |
| 1975 | 2101      |
| 1985 | 2154      |
| 1992 | 1788      |
| 2001 | 1648      |
| 2011 | 1549      |
| 2021 | 1308      |

### Етнически състав

#### Преброяване на населението през 2011 г.
Численост и дял на етническите групи според преброяването на населението през 2011 г.:
|                     | Численост | Дял (в %) |
| Общо                | 1549      | 100.00    |
| Българи             | 38        | 2.45      |
| Турци               | 1120      | 72.30     |
| Цигани              | 75        | 4.84      |
| Други               | –         | –         |
| Не се самоопределят | 176       | 11.36     |
| Неотговорили        | 140       | 9.03      |